# San Pedro de Ycuamandiyú
San Pedro é uma cidade do Paraguai, capital do Departamento San Pedro. Possui uma população de 32.918 habitantes. A economia é baseada da agricultura e pecuária.
Em 1784, foi estabelecido um comando militar na cidade que tinha dentre seus objetivos evitar ataques dos guaicurus.

## Transporte
O município de San Pedro del Ycuamandiyú é servido pelas seguintes rodovias:
- Ruta 11, que liga a cidade de Antequera (Departamento de San Pedro). ao município de Capitán Bado (Departamento de Amambay).[2][3][4]